# Film in 2002
Dit artikel gaat over de film in het jaar 2002. Bekende films uit 2002 zijn het vervolg op de eerste verfilming van Harry Potter, het tweede deel van Lord of the Rings, de filmversie van Spiderman en het vijfde deel van Star Wars.

## Gebeurtenissen
- 2002 – In Nederland wordt in totaal 24 miljoen keer een bezoek aan de bioscoop gebracht, wat meer is dan in 2000. Harry Potter en de Steen der Wijzen was de bestbezochte film met 1,62 miljoen bezoekers. In heel Europa nam het bioscoopbezoek ook enorm toe, tot 920 miljoen bezoeken.
- Mei – The Pianist, geregisseerd door Roman Polański wint de "Palme d'Or" op het Cannes Film Festival.
- April – De acteur Robert Blake wordt verdacht van moord op zijn vrouw
- 3-5 mei – Spider-Man is de eerste film die in de Verenigde Staten meer dan 100 miljoen dollar opbrengt in het openingsweekend.
- Amélie wint de Cesar Award voor Beste Film, Beste Regisseur, Beste Muziek en Best Art Direction.
- December – Star Trek: Nemesis, de tiende film uit de succesvolle Star Trek filmfranchise, wordt een flop. De film wordt zeer slecht ontvangen door critici en brengt weinig op.

## Succesvolste films
De tien films uit 2002 die het meest opbrachten.
| Plaats | Titel                                       | Distributeur                | Opbrengst    | Opbrengst    | Opbrengst           | Opbrengst   |
| Plaats | Titel                                       | Distributeur                | Wereldwijd   | VS/Canada    | Verenigd Koninkrijk | Australië   |
| ------ | ------------------------------------------- | --------------------------- | ------------ | ------------ | ------------------- | ----------- |
| 1.     | The Lord of the Rings: The Two Towers       | New Line Cinema             | $927.600.630 | $341.786.758 | £57.062.828         | $45.183.872 |
| 2.     | Harry Potter and the Chamber of Secrets     | Warner Bros.                | $876.688.482 | $261.988.482 | £54.036.560         | $37.009.842 |
| 3.     | Spider-Man                                  | Sony Pictures Entertainment | $821.708.551 | $403.706.375 | £28.591.639         | $30.465.531 |
| 4.     | Star Wars: Episode II: Attack of the Clones | 20th Century Fox            | $649.398.328 | $310.676.740 | £37.235.880         | $33.432.227 |
| 5.     | Men in Black II                             | Sony Pictures Entertainment | $441.818.803 | $190.418.803 | £22.018.371         | $17.442.997 |
| 6.     | Die Another Day                             | MGM                         | $431.971.116 | $160.942.139 | £35.924.004         | $18.525.540 |
| 7.     | Signs                                       | Buena Vista                 | $408.247.917 | $227.966.634 | £16.084.656         | $11.851.230 |
| 8.     | Ice Age                                     | 20th Century Fox            | $383.257.136 | $176.387.405 | £14.856.581         | $20.091.713 |
| 9.     | My Big Fat Greek Wedding                    | IFC Films                   | $368.744.044 | $241.438.208 | £13.441.558         | $27.114.009 |
| 10.    | Minority Report                             | 20th Century Fox            | $358.372.926 | $132.072.926 | £20.245.815         | $11.759.614 |

## Prijzen
75ste Academy Awards:
Beste Film: Chicago
Beste Regisseur: Roman Polański – The Pianist
Beste Acteur: Adrien Brody – The Pianist
Beste Actrice: Nicole Kidman – The Hours
Beste Mannelijke Bijrol: Chris Cooper – Adaptation.
Beste Vrouwelijke Bijrol: Catherine Zeta-Jones – Chicago
Beste Niet-Engelstalige Film: Nirgendwo in Afrika (Nowhere in Africa), geregisseerd door Caroline Link, Duitsland
Beste Animatiefilm: Spirited Away (Sen to Chihiro no kamikakushi), geregisseerd door Hayao Miyazaki, Japan
60e Golden Globe Awards:
Drama:
Beste Film: The Hours
Beste Acteur: Jack Nicholson – About Schmidt
Beste Actrice: Nicole Kidman – The Hours
Musical of Komedie:
Beste Film: Chicago
Beste Acteur: Richard Gere – Chicago
Beste Actrice: Renée Zellweger – Chicago
Overige
Beste Regisseur: Martin Scorsese – Gangs of New York
Beste Buitenlandse Film: Hable con ella, Spanje
BAFTA Awards:
Beste Film: The Pianist
Beste Acteur: Daniel Day-Lewis – Gangs of New York
Beste Actrice: Nicole Kidman – The Hours
Palme d'Or (Filmfestival Cannes):
The Pianist, geregisseerd door Roman Polanski uit Polen
Gouden Leeuw (Filmfestival Venetië):
The Magdalene Sisters, geregisseerd door Peter Mullan, Verenigd Koninkrijk / Ierland
Gouden Beer (Filmfestival van Berlijn):
Spirited Away (Sen to Chihiro no kamikakushi), geregisseerd door Hayao Miyazaki, Japan
Bloody Sunday, geregisseerd door Paul Greengrass, Verenigd Koninkrijk / Ierland

## Lijst van films
Films die werden uitgebracht in 2002.
- 25th Hour
- 28 Days Later
- 40 Days and 40 Nights
- 8 Mile
- 800 balas
- About a Boy
- About Schmidt
- Adaptation.
- Ali G Indahouse
- All About Lily Chou-Chou
- All About the Benjamins
- Amen.
- American Girl
- Analyze That
- Antwone Fisher
- Asterix & Obelix: Missie Cleopatra
- L'Auberge espagnole
- Austin Powers in Goldmember
- The Adventures of Pluto Nash
- Bad Company
- The Bankers of God
- Bend It Like Beckham
- La bête du Gévaudan
- Big Fat Liar
- Big Trouble
- Birthday Girl
- Black Mask 2: City of Masks
- Blade II
- Blood Work
- Bloody Mallory
- Bloody Sunday
- Blue Crush
- Boat Trip
- Bolívar soy yo!
- The Bourne Identity
- Bowling for Columbine
- Bubba Ho-Tep
- The Burial Society
- Buying the Cow
- Cabin Fever
- Cadet Kelly
- Callas Forever
- The Cat Returns
- Catch Me If You Can
- The Cathedral
- Changing Lanes
- Chicago
- Cidade de Deus
- Clockstoppers
- Collateral Damage
- Confessions of a Dangerous Mind
- The Count of Monte Cristo
- The Country Bears
- Crazy as Hell
- El crimen del padre Amaro
- The Crocodile Hunter: Collision Course
- Crossroads
- Cube 2: Hypercube
- The Dancer Upstairs
- The Dangerous Lives of Altar Boys
- Dark Blue
- Darkness
- Dead in a Heartbeat
- Death to Smoochy
- Deathwatch
- Deuces Wild
- Die Another Day
- Divine Intervention
- Divine Secrets of the Ya-Ya Sisterhood
- Dragonfly
- Drumline
- Eight Legged Freaks
- Emergency 19 (aka Gingeubjochi 19ho)
- Enough
- Equilibrium
- Être et avoir
- Evelyn
- Far from Heaven
- FeardotCom
- The First $20 Million Is Always the Hardest
- Frida
- Full Frontal
- Gangs of New York
- Get a Clue
- Ghost Ship
- The Good Girl
- The Good Thief
- Grand Champion
- The Guru
- Hable con ella
- Half Past Dead
- Halloween: Resurrection
- Hafið
- Harry Potter en de Geheime Kamer (Engels: Harry Potter and the Chamber of Secrets)
- Hart's War
- Hero
- Hey Arnold!: The Movie
- High Crimes
- Hollywood Ending
- Home Alone 4: Taking Back the House
- Home Room
- L'Homme du train
- The Honeytrap
- The Hours
- I Spy
- In America
- In This World
- Infernal Affairs
- Insomnia
- Jackass: The Movie
- John Q
- Juwanna Mann
- K-19: The Widowmaker
- Kermit's Swamp Years
- The Kid Stays in the Picture
- Kung Pow: Enter the Fist
- Left Behind II: Tribulation Force
- Life or Something Like It
- Like Mike
- Lilja 4-ever
- Lilo & Stitch
- Long Time Dead
- The Lord of the Rings: The Two Towers
- The Magdalene Sisters
- Maid in Manhattan
- The Man Without a Past
- Martin Lawrence Live: Runteldat
- The Master of Disguise
- Men in Black II
- Men with Brooms
- Millennium Actress (Japanse versie was al uit in 2001)
- Minority Report
- The Mothman Prophecies
- Mr. Deeds
- Murder by Numbers
- My Big Fat Greek Wedding
- My Little Eye
- New Best Friend
- The New Guy
- On Line
- One Hour Photo
- Orange County
- The Other Final
- Panic Room
- Personal Velocity: Three Portraits
- Phone Booth
- The Pianist
- Piratenplaneet (Engels: Treasure Planet)
- Possession
- The Powerpuff Girls Movie
- Pumpkin
- Punch-Drunk Love
- Queen of the Damned
- The Quiet American
- Rabbit-Proof Fence
- Red Dragon
- Reign of Fire
- Resident Evil
- The Ring
- A Ring of Endless Light
- Road to Perdition
- Rollerball
- The Rookie
- The Rules of Attraction
- S1m0ne
- The Salton Sea
- The Santa Clause 2
- Scooby-Doo
- Scorcher
- The Scorpion King
- Secret Things
- Secretary
- Seeing Double
- Serving Sara
- Showboy
- Showtime
- Signs
- The Singles Ward
- Skinwalkers
- Slackers
- The Slaughter Rule
- Sniper 2
- Snow Dogs
- Solaris
- Sorority Boys
- Spider
- Spider-Man
- Spirit: Stallion of the Cimarron
- Spun
- Spy Kids 2: The Island of Lost Dreams
- Star Trek: Nemesis
- Star Wars: Episode II: Attack of the Clones
- Stevie
- Stolen Summer
- Stuart Little 2
- The Sum of All Fears
- Sweet Home Alabama
- The Sweetest Thing
- Swing
- Tadpole
- Teknolust
- Terug naar Nooitgedachtland (Engels: Return to Never Land)
- Tibet: Cry of the Snow Lion
- The Time Machine
- Tipping the Velvet
- The Transporter
- Trapped
- Twenty Four Hour Party People
- Two Weeks Notice
- Undercover Brother
- Undisputed
- Unfaithful
- Valentín
- Van Wilder
- A Walk to Remember
- Warrior Angels
- We Were Soldiers
- Whale Rider
- White Oleander
- The Wild Thornberrys Movie
- Windtalkers
- XXX

### Lijst van Nederlandse films
- 15.35: Spoor 1
- Achttien
- Bella Bettien
- Ja Zuster, Nee Zuster
- Loenatik: de moevie
- Moonlight
- Oesters van Nam Kee
- Olivetti 82
- Paramaribo Papers
- Pietje Bell
- Science Fiction
- Swingers
- De Tweeling
- Tussenland
- Volle maan
- Het wonder van Máxima
- Zandkastelen
- Zus & Zo

## Overleden
Mensen die werkzaam waren in de filmindustrie en overleden in 2002.
- 13 januari – Ted Demme, 38, regisseur
- 15 februari – Kevin Smith, 38, acteur
- 21 februari – John Thaw, 60, acteur
- 22 februari – Chuck Jones, 89
- 27 februari – Spike Milligan, 83
- 27 maart – Milton Berle, 93
- 27 maart – Dudley Moore, 66, acteur/komiek
- 27 maart – Billy Wilder, 95, filmmaker
- 9 april – John Agar, 81, acteur
- 16 april – Robert Urich, 55, acteur
- 22 april – Linda Lovelace, 53, pornoster
- 5 juni – Dee Dee Ramone, 49, bassist/liedjesschrijver
- 29 juni – Rosemary Clooney, 74, zangeres/actrice
- 5 juli – Katy Jurado, 78, Mexicaanse actrice
- 6 juli – John Frankenheimer, 72, regisseur
- 9 juli – Rod Steiger, 77, acteur
- 23 juli – Leo McKern, 82, acteur
- 16 augustus – Jeff Corey, 88, acteur, regisseur
- 18 augustus – Dean Reisner, 83, screenwriter
- 7 september – Katrin Cartlidge, 41, actrice
- 11 september – Kim Hunter, 79, actrice
- 14 september – LaWanda Page, 81, actrice
- 16 september – James Gregory, 90, acteur
- 2 oktober – Bruce Paltrow, 58, regisseur
- 10 oktober – Teresa Graves, 54, actrice
- 25 oktober – Richard Harris, 72, acteur
- 3 november – Jonathan Harris, 87, acteur
- 18 november – James Coburn, 74, acteur
- 3 december – Glenn Quinn, 32, acteur
- 30 december – Mary Brian, 96, actrice

1870-1879 · 1880-1889 · 1890 · 1891 · 1892 · 1893 · 1894 · 1895 · 1896 · 1897 · 1898 · 1899 · 1900 · 1901 · 1902 · 1903 · 1904 · 1905 · 1906 · 1907 · 1908 · 1909 · 1910 · 1911 · 1912 · 1913 · 1914 · 1915 · 1916 · 1917 · 1918 · 1919 · 1920 · 1921 · 1922 · 1923 · 1924 · 1925 · 1926 · 1927 · 1928 · 1929 · 1930 · 1931 · 1932 · 1933 · 1934 · 1935 · 1936 · 1937 · 1938 · 1939 · 1940 · 1941 · 1942 · 1943 · 1944 · 1945 · 1946 · 1947 · 1948 · 1949 · 1950 · 1951 · 1952 · 1953 · 1954 · 1955 · 1956 · 1957 · 1958 · 1959 · 1960 · 1961 · 1962 · 1963 · 1964 · 1965 · 1966 · 1967 · 1968 · 1969 · 1970 · 1971 · 1972 · 1973 · 1974 · 1975 · 1976 · 1977 · 1978 · 1979 · 1980 · 1981 · 1982 · 1983 · 1984 · 1985 · 1986 · 1987 · 1988 · 1989 · 1990 · 1991 · 1992 · 1993 · 1994 · 1995 · 1996 · 1997 · 1998 · 1999 · 2000 · 2001 · 2002 · 2003 · 2004 · 2005 · 2006 · 2007 · 2008 · 2009 · 2010 · 2011 · 2012 · 2013 · 2014 · 2015 · 2016 · 2017 · 2018 · 2019 · 2020 · 2021 · 2022 · 2023 · 2024 · 2025